# Barásoain
Barásoain (em castelhano) ou Barasoain (em basco) é um município da Espanha na província e comunidade autónoma de Navarra. Tem 13,94 km² de área e em 2021 tinha 613 habitantes (densidade: 44 hab./km²).

## Demografia
| Variação demográfica do município entre 1991 e 2004 | Variação demográfica do município entre 1991 e 2004 | Variação demográfica do município entre 1991 e 2004 | Variação demográfica do município entre 1991 e 2004 |
| --------------------------------------------------- | --------------------------------------------------- | --------------------------------------------------- | --------------------------------------------------- |
| 1991                                                | 1996                                                | 2001                                                | 2004                                                |
| 421                                                 | 465                                                 | 509                                                 | 531                                                 |